# Сербско-японские отношения
Японо-сербские отношения — двусторонние дипломатические отношения между Японией и Сербией. Развиваются с 1882 года.

## История отношений

### Установление
Король Милан I Обренович, первый монарх Сербии с момента признания её независимости на Берлинском конгрессе 1878 года, после своей коронации в марте 1882 года написал письмо императору Японии Мэйдзи, что положило начало дипломатической переписке между Сербией и Японией. В том письме он сообщил, что «большие европейские силы, представленные на Берлинском конгрессе, 13 июля 1878 года единогласно признали независимость Сербии». Письмо было переведено на французский и японский языки.
В дальнейшем Сербия и Япония развивали свои отношения при посредничестве России, однако официально они не устанавливались. Некоторые из подданных Сербии участвовали в русско-японской войне: например, князь Арсен Карагеоргиевич, служивший в казачьем полку в чине есаула и награждённый золотым оружием «За храбрость».

### Первая мировая война
23 августа 1914 года Япония вступила в Первую мировую войну на стороне Антанты, как и Сербия. Таким образом, страны стали союзниками. Японцы отправляли через Россию материальную помощь в Сербию, осуждая агрессию Австро-Венгрии, Германии и Болгарии. После оккупации Сербии японцы сфокусировались на помощи России. 
Во время Осады Циндао, Япония захватила в плен несколько солдат Австро-Венгерской империи, часть из которых были представителями южнославянских наций (в том числе и сербской). Пленные содержались в хороших условиях, но возник вопрос о репатриации пленных. В начале апреля 1919 года югославская делегация, участвовавшая в Парижской мирной конференции предприняла первую попытку связаться с японской миссией. На основе данных сербской разведки они искали двух лейтенантов военно-морского флота: Виктор Клобучар и Владимир Марихашевич, которые должны были находиться в плену где-то в Японии. Однако возникла проблема: Японская сторона отказалась иметь дело с сербской стороной, поскольку новое Королевство сербов, хорватов и словенцев еще не было признано на международном уровне. Вскоре стало ясно, что попытки связаться с японской делегацией в Париже зашли в тупик и после этого Сербия обратилась к Франции и Великобритании с просьбой о посредничестве с Японией. 
В то же время в Токио рассматривали другое решение проблемы — чешский военный представитель предложил интегрировать данных военнопленных в чехословацкий корпус. Японские власти согласились, но требовали подписания обещаний, согласно которым они не будут воевать против Японии. Когда началась подготовка к освобождению южнославянских военнопленных, вмешалась Франция и требовала прекратить передачу. На основании сербского запроса в Париже Франция официально приняла на себя ответственность за югославских военнопленных в Японии. Тем временем Сербия также обратилась за помощью к Великобритании. Британский посол в Токио связался с вице-министром Кидзюро Шидехарой, который немедленно подтвердил что Япония имеет около 80 моряков югославского происхождения. Поскольку французская сторона уже взяла на себя ответственность, Шидехара сообщил британцам, что Япония решила управлять вопросом через французских власти и что особенности, касающиеся освобождения заключенных, будут доработаны японским правительством в ближайшие месяцы. К началу сентября 1919 года французское посольство в Токио составило подробный список всех югославских заключенных. Согласно списку национальность военнопленных была следующая: 63 Хорвата, 10 словенцев, 7 сербов и 3 боснийцев. Спустя время, Япония всё таки вернула всех пленных в Королевство сербов, хорватов и словенцев. Сербия поддержала японское предложение о расовом равенстве на Парижской мирной конференции.

### Вторая мировая война
Отношения между Королевством Югославия и Японской империей стремительно ухудшились после вступления Японии в Антикоминтерновский пакт, а после того, как Югославия была атакована и вступила во Вторую мировую войну, всех югославских дипломатов выдворили из Японии. Во время войны в Токио работал югославский разведчик Бранко Вукелич, тесно сотрудничавший с Рихардом Зорге.

### Послевоенные отношения
Восстановление отношений произошло только при Иосипе Брозе Тито в 1952 году, который сумел выстроить дружественные отношения с Японией и побывал в этой стране в 1968 году. В конце 1950-х годов между Японией и СФРЮ был заключён первый договор о дружбе. С 1991 года правопреемником СФРЮ считалась Третья Югославия, а ныне Республика Сербия.

### Современное развитие
Япония считается крупнейшим торговым партнёром Сербии в Азии: в 1999 году японцы выделили безвозмездно сумму, эквивалентную 490 млн. евро, для восстановления разрушенного войной хозяйства Союзной Республики Югославия. В 2003 году Япония передала в дар городу Белграду 93 автобуса; в том же году был основан Японский торговый форум в Сербии и Черногории. В 2015 году торговый оборот между странами составил 137 млн. евро: из них с января по декабрь из Японии в Сербию импортировано товаров на 98,8 млн. евро, из Сербии в Японию — товаров на сумму 38,2 млн. евро. В 2016 году эти цифры составили 74,7 млн. евро и 44 млн. евро соответственно.
Несмотря на дружественные отношения, Япония признала независимость Республики Косово и поддержала инициативу о вступлении Косово в ЮНЕСКО в 2015 году.

## Культурное влияние
В Японии проживает достаточно крупная сербская община: большую часть из них составляют футболисты, выступающие в любительских командах или профессиональных клубах Джей-лиги. Персонажи, имеющие сербские корни, встречаются в японской манга и аниме. Например, героиней аниме Ansatsu Kyoushitsu и одноимённого фильма является сербка Ирина Елавич, представленная как киллер (в полнометражном фильме её роль исполнила южнокорейская актриса Кан Чи Ён).
В 1991 году в Югославии появился лозунг «Сербия до Токио» благодаря победе футбольного клуба «Црвена Звезда» в розыгрыше Межконтинентального кубка 1991 года, проходившего в Токио, что усилило интерес японцев к югославской и сербской культуре.

## Послы

### Послы Японии
- Масафуми Куроки
- Тадаси Нагай (2005—2009)

### Послы Сербии
- Ненад Глишич
- Бояна Адамович-Драгович (с 2011)
- Иван Мркич (2006—2011)
- Предраг Филипов (2001—2006)
- Радослав Булаич
- Илия Топаловский (1982—1986)
- Крсто Булаич (1967—)
- Владимир Ролович
- Лазар Латинович
- Максимилиян Баче (до 1954)